# آدرین مانک
آدرین مانک (به انگلیسی: Adrian Monk) نام قهرمان اصلی مجموعهٔ تلویزیونی مانک با بازی تونی شالهوب است. مانک کارآگاه جنایی سابق اداره پلیس سان فرانسیسکو است. مانک مبتلا به اختلال وسواس فکری-عملی و فوبیاهای زیاد است که پس از قتل همسرش ترودی تشدید شد و منجر به تعلیق او از کار و از دست دادن نشان پلیسی‌اش شد. او به عنوان مشاور خصوصی پلیس کار می‌کند و برای غلبه بر غم و اندوه، کنترل فوبیا و اختلالات خود و برگشتن به کار تحت درمان قرار می‌گیرد.
دیوید هابرمن یکی از خالقان سریال می‌گوید که مانک را تا حدی بر اساس رفتارهای خودش و همچنین کارآگاهان تخیلی دیگری مانند ستوان کلمبو، هرکول پوآرو و شرلوک هولمز ساخته‌است. از دیگر بازیگران در نظر گرفته شده برای این نقش می‌توان به دیو فولی، جان ریتر، هنری وینکلر، استنلی توچی، آلفرد مولینا و مایکل ریچاردز اشاره کرد. درنهایت تهیه‌کنندگان تونی شالهوب را برای نقش مانک انتخاب کردنند زیرا فکر می‌کردنند او می‌تواند «طنز و اشتیاق مانک را زنده کند». استنلی توچی در قسمت پنجم «آقای مانک و بازیگر» و آلفرد مولینا در قسمت ششم «آقای مانک و مرد لخت» سریال مانک به عنوان بازیگر مهمان حضور داشتند.
مانک و تونی شالهوب هر دو جوایز زیادی را به دست آوردند. آدرین مانک در لیست ۱۰۰ شخصیت برتر تلویزیونی تاریخ شبکهٔ براوو قرار گرفت و شالهوب جوایز مختلفی از جمله جایزهٔ گلدن گلوب، سه جایزهٔ امی ساعات پربیننده و دو جایزهٔ انجمن بازیگران سینما را به دست آورد.